# Die ewigen Momente der Maria Larsson
Im schwedischen Filmepos Die ewigen Momente der Maria Larsson (schwedisch Maria Larssons eviga ögonblick, 2008) erzählt Jan Troell eine Emanzipationsgeschichte. Sie ist in der Zeit um 1900 angesiedelt und von den Erinnerungen seiner Tante Maja Öman inspiriert. Als Drehbuchautor, Regisseur und teilweise als Kameramann verwendet Troell in seinem bisher letzten Werk sein Augenmerk auf eine präzise Rekonstruktion der Lebenswelt seiner Protagonisten. Als Koproduktion mehrerer skandinavischer Länder sowie Deutschlands entstanden, kostete der Film knapp 5 Millionen Euro. Er erhielt den schwedischen Guldbagge-Preis für den besten Film, die beste weibliche (Maria Heiskanen) und männliche (Mikael Persbrandt) Hauptrolle sowie den besten Nebendarsteller (Jesper Christensen). Gegenüber dem Kinofilm ist die im deutschen Fernsehen gezeigte Fassung um 25 Minuten gekürzt.

## Handlung
Die schwedische Hafenstadt Malmö um 1900. Maria Larsson ist eine Liebesheirat mit Sigfrid eingegangen und hat mit ihm sechs Kinder. Der bärenstarke Arbeiter findet im Hafen öfter als andere Männer Beschäftigung und bestreitet den Lebensunterhalt der Familie. Leider spricht er gelegentlich Spirituosen zu; seine Versprechen gegenüber Maria, damit aufzuhören, bricht er regelmäßig.
Allmählich wendet sich Sigfrid anarchistischen Gruppierungen zu und beteiligt sich an Arbeitskämpfen. Maria muss den Einkommensausfall mit Reinigungsarbeiten kompensieren, erst recht, als er eine Weile zu Unrecht der Beteiligung an einem Sprenganschlag verdächtigt wird und einsitzt. Sie beschließt, einen Fotoapparat zu verpfänden, der unbenutzt in ihrem Haus lag. Der Besitzer des Fotografieateliers, der Däne Pedersen, führt ihr den Zauber der Fotokunst vor, und bringt sie dazu, selbst zu fotografieren. Bei ihrem neuen Steckenpferd erweist sich Maria als sehr begabt, und die Mutter eines ertrunken Mädchens bittet sie um ein Bild ihrer aufgebahrten Tochter. Die Spannungen zwischen den Eheleuten nehmen zu, weil Sigfrid sich mit anderen Frauen vergnügt und Marias fotografische Aktivitäten missbilligt. 1914 wird er eingezogen, und Maria baut das Fotografieren zu einem wirtschaftlichen Standbein aus. Nach seiner Rückkehr aus der Armee streiten sie sich wieder. Obwohl Sigfrid selber andere Frauen hat, reagiert er mit einem Zornausbruch, als er eine Fotografie Marias in Pedersens Schaufenster entdeckt. Doch sie lässt sich das Fotografieren nicht ausreden. Er bedroht Maria mit einem Messer und wird für Monate eingesperrt. Weil die Familie sein Lieblingspferd Kropotkin trotz hoher Kosten unterhalten und behalten hat, versöhnt er sich wieder mit ihr. Als die Tochter Jahre später, nach Marias Tod, den Fotoapparat vorfindet, steckt darin noch eine nicht entwickelte Platte mit dem letzten und einzigen Bildnis, das Maria von sich selbst aufgenommen hat.

## Argumente der Kritik
Das geruhsame Erzähltempo der Kinofassung wurde von einigen Kritikern geschätzt, von anderen beanstandet. Uneinig waren sie sich auch bezüglich des Spiels der Hauptdarstellerin und der Figurenzeichnung des Ehemanns. film-dienst-Rezensentin Esther Buss lobte Troell für seinen Verzicht, Maria als Künstlerin in Szene zu setzen oder „die Fotografie als Befreiungsschlag zu überhöhen.“ Marias Gatten zeige er keineswegs als „einseitig groben und gefühllosen Mann“. Trotz vieler Braun- und Grautöne in den „ruhigen“ Bildern sei das Werk kein „dekorativer Kostümfilm“. Es weise „ein völlig entschleunigtes, fast behäbiges Tempo“ auf und lasse die dramatischen Ansätze in sich zusammenfallen. „Auf diese Weise wirkt der Film etwas aus der Zeit gefallen, stilistisch ein wenig antiquiert, aber doch angenehm resistent gegenüber dramaturgischen Regeln (…)“. Troell zeige „auf behutsame und höchst unspektakuläre Art, wie das Medium der Fotografie in seinen Anfangsjahren die Wahrnehmung der Wirklichkeit entscheidend veränderte.“
Gemäß Birte Lüdeking von der Rheinischen Post sei der Film neben einem „differenzierten Frauenporträt gleichzeitig ein komplexes Gesellschaftsbild und umfassendes Geschichtsdrama.“ Troell zeige vielschichtige Figuren, erzähle gewohnt „zutiefst humanistisch, und wie seine weibliche Hauptfigur strahlen die fein komponierten Bilder und der langsame Erzählrhythmus eine einnehmende, uneitle Zurückhaltung aus. Das Drama lässt sich viel Zeit für seine Charaktere und gewährt dem Zuschauer genaue Einblicke in ihr Milieu und ihre Gefühlswelt.“ Heinrich Oehmsen, Hamburger Abendblatt, nannte das Werk sehenswert, weil Troell „wirkliche Menschen und ihre Gefühle“ zeige und in „ruhigen Bildern“ Einblick ins zeitgenössische schwedische Leben verschaffe. „Es ist ein historischer Heimatblick mit dem Blick für das Detail und hervorragenden Schauspielern.“ Insbesondere Heiskanen spiele sehr einfühlsam und nuanciert.
Silvia Hallensleben vom Tagesspiegel fand die Bildkomposition des „gediegenen“ Spielfilms sorgfältig. „Die Kamera von Mischa Gavrjusjov findet für Glück und Leid Bilder von gediegener Schönheit.“ Die Kritikerin bedauerte aber, dass die Hauptdarstellerin „etwas überanstrengt“ wirke. In epd Film urteilte Rudolf Worschech ablehnend und berichtete von seinem Eindruck, dass der Film „aus einer anderen Zeit stammt.“ – „Und es gibt viele Momente, in denen das Gefühl des Altmodischen in altbacken umschlägt.“ Vieles sei vorhersehbar, und der Ehemann eindimensional als typischer Prolet dargestellt. Berührend sei das Werk dort, wo es um das Fotografieren geht, und die Aufnahme des toten Mädchens ein Augenblick, „in dem Leben in Kunst umschlägt.“

## Kritikenspiegel
Positiv
- film-dienst Nr. 7/2010, S. 21, von Esther Buss: Die ewigen Momente der Maria Larsson
- Hamburger Abendblatt, 8. April 2010, S. 6, von Heinrich Oehmsen: Der Blick durch die Kamera verändert ihr Leben
- Rheinische Post, 8. April 2010, von Birte Lüdeking: Eine Frau befreit sich

Eher positiv
- Stuttgarter Zeitung, 24. April 2010, S. 32, Kurzkritik von „tkl“: Arme Leute
- Der Tagesspiegel, 8. April 2010, S. 7, Kurzkritik von Silvia Hallensleben: Die ewigen Momente der Maria Larsson

Eher negativ
- Cinema Nr. 4/2010, S. 51, Kurzkritik von Ralf Blau: Die ewigen Momente der Maria Larsson
- epd Film Nr. 4/2010, S. 51, von Rudolf Worschech: Die ewigen Momente der Maria Larsson